# Liceu Nacional Kwame N'Krumah
O Liceu Nacional Kwame N'Krumah (LNKN) é uma instituição de ensino bissau-guineense, sediada em Bissau, a capital do país.
É a mais antiga instituição pública de ensino secundário e uma das mais conceituadas da Guiné-Bissau.

## Histórico
Liceu Nacional Kwame N'Krumah descende da primeira instituição pública de ensino liceal da Guiné Portuguesa, numa altura em que os jovens da colônia tinham que rumar para a metrópole a fim de continuar seus estudos.

### Fundação
Por meio da portaria nº 13130, de 22 de abril de 1950, foi criado o Colégio-Liceu de Bissau que proporcionou o ensino secundário à juventude daquela época até ao 5.º ano dos liceus, correspondente ao atual 9.º ano de escolaridade. O Liceu foi levado a cabo por um grupo de intelectuais portugueses.
Porém foi somente em março 1958 que o Colégio-Liceu de Bissau foi equiparado ao regime jurídico dos liceus da metrópole tendo recebido o nome de Liceu Honório Barreto. No ano seguinte, em 1959, o Liceu recebe seu edifício próprio, um projeto arquitetônico de Eurico Pinto Lopes.

### Pós-independência
Em 1975, no segundo ano da independência nacional, foi renomeado para o nome atual: Liceu Nacional Kwame N'Krumah. Homenageia a Kwame N'Krumah, o primeiro Presidente do Gana, um dos mentores das ideias pan-africanistas.
No ano letivo de 1984-1985 o Liceu Nacional, que tinha uma estrutura colossal, passou por uma profunda reforma administrativa, sendo dividido em quatro liceus: Liceu Nacional Kwame N'Krumah (principal herdeiro do liceu histórico), Liceu Regional 1 (atual Liceu Dr. Agostinho Neto), Liceu Regional 2 (atual Liceu Samora Moisés Machel) e a Unidade Escolar 23 de Janeiro.
Em 2017 a Embaixada da China em Bissau anunciou que financiaria um projeto de reforma do Edifício Honório Barreto, sede do Liceu Nacional Kwame N'Krumah, dando especial ênfase na melhoria dos laboratórios de ciências naturais.